# مارمولک سردراز لانگ‌والا
مارمولک سردراز لانگ‌والا (نام علمی: Bufoniceps laungwalaensis) نام یک گونه از تیره مارمولک‌های اژدها است.